# PvM
Jugador contra monstruos o JcM, también conocido como PvM (del inglés player versus monster) es un término usado en los videojuegos de rol, sobre todo en los MMORPG, para designar una modalidad en la que uno o más jugadores se enfrentan contra la máquina. Esta modalidad puede ser jugada solo, con otros jugadores humanos o inclusive con compañeros PNJ. La modalidad JcM puede incluir una historia que es narrada a medida que el jugador progresa en el juego. También puede incluir misiones que pueden hacerse en cualquier orden. Para mejorar la rejugabilidad, las misiones pueden completarse muchas veces. Los jugadores que jueguen esta modalidad no corren el peligro de morir en manos de otros jugadores y/o que les roben sus posesiones.